# Phyllocnistis helicodes
Phyllocnistis helicodes är en fjärilsart som beskrevs av Edward Meyrick 1916. Phyllocnistis helicodes ingår i släktet Phyllocnistis och familjen styltmalar. Inga underarter finns listade i Catalogue of Life.